# Министерство окружающей среды Литвы
Министерство окружающей среды Литовской Республики (лит. Lietuvos Respublikos aplinkos ministerija) — осуществляет надзор за окружающей средой и природными ресурсами в Литве. Его миссия заключается в:
- реализации принципа устойчивого развития;
- установлении предпосылок для рационального использования, охраны и восстановления природных ресурсов;
- предоставлении информации о состоянии окружающей среды и своих прогнозов для населения;
- создании условий для развития строительного бизнеса и обеспечения жителей жильём;
- обеспечении надлежащего качества окружающей среды, с учётом норм и стандартов Европейского Союза.

## История
Департамент охраны окружающей среды подотчетен Верховному Совету — Законодательному Сейму и был создан для контроля охраны окружающей среды и использования природных ресурсов после того, как Литва провозгласила независимость от Советского Союза в 1990 году. В 1996 г. департамент был преобразован в Министерство охраны окружающей среды. В 1998 году после слияния с Министерством жилищного строительства и городского развития, оно было переименовано в Министерство охраны окружающей среды. Таким образом оно стало ответственным за строительство, территориальное планирование, обеспечение жильём. Министерство имеет многочисленные подразделения и подчиненные учреждения, ответственные за охраняемые территории, охрану окружающей среды, геологоразведку, лесное хозяйство, метрологию, метеорологию и морские научные исследования. Министерство также обслуживает Зоологический музей имени Тадаса Иванаускаса.

## Руководители министерства
В разное время Министерство окружающей среды Литвы возглавляли:
- Кястутис Навицкас;
- Кястутис Мажейка[2];
- Симонас Гентвилас[лит.]

## Приоритетные задачи
Создание объектов природно — заповедного фонда является одной из приоритетных задач государственной экологической политики Литовской Республики. Перед государством стоит задача — в 2020-х гг. увеличить количество территорий, покрытых лесами, до 34 %. На сегодня в Литовской Республике насчитывается 5 национальных парков, 30 региональных парков, 300 заказников, 1 биосферный резерват и 28 биосферных полигонов. Можно утверждать, что на сегодня политика по увеличению количества природоохранных территорий и внедрению мероприятий по защите биоразнообразия достигает поставленных задач, поскольку каждый регион имеет свой национальный парк.